# Mơ tưởng tình dục

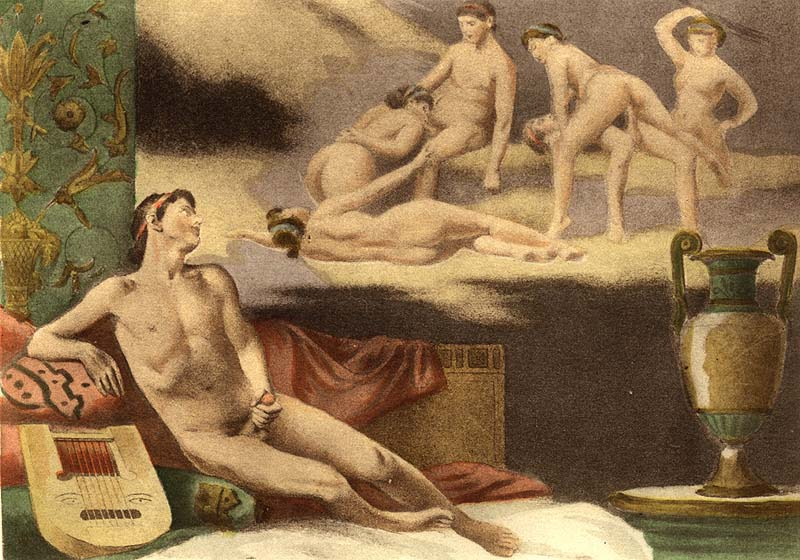
Một trong những minh họa cho tác phẩm De Figuris Veneris của Édouard-Henri Avril. Miêu tả một người đàn ông thủ dâm trong khi mơ tưởng về tình dục.

Mơ tưởng tình dục, hay tưởng tượng tình dục, là một hình ảnh tâm trí hoặc lối suy nghĩ khơi dậy tình dục chính bên trong một con người và có thể thúc đẩy tạo ra hành vi hoặc gia tăng hưng phấn dục tình. Mơ tưởng tình dục có thể được phát sinh ra bởi trí tưởng tượng hay ký ức của người đó, và có thể bộc phát hiện lên trong suy nghĩ hoặc gây ra bởi sự kích thích từ bên ngoài như hình ảnh sách báo khiêu dâm gợi dục, một vật thể thực hoặc bị hấp dẫn tình dục bởi người khác. Bất cứ điều gì có thể làm trỗi dậy ham muốn dục tình cũng có thể đưa đến mơ tưởng tình dục, và ham muốn tình dục có thể lần lượt làm nảy sinh những tơ tưởng.
Mơ tưởng tình dục gần như diễn ra khắp mọi nơi, và có mặt ở mọi tầng lớp xã hội loài người. Mặc dù thế, vì bản chất tự nhiên của những mơ tưởng, việc hiện thực hóa những mơ tưởng này thành hành động thực tế ít phổ biến hơn, bởi·những rào cản về văn hóa, xã hội, đạo đức và tôn giáo. Trong một số trường hợp, ngay cả có một cuộc tranh luận của một người mơ tưởng tình dục cũng phải chịu những điều cấm kị và kiềm chế xã hội. Một số người thấy thuận tiện khi hiện thực mơ tưởng thông qua hành động nhập vai tình dục. Một mơ tưởng có thể là một trải nghiệm lành mạnh hoặc không lành mạnh, hoặc thậm chí là cả hai. Nó có thể là sự hồi đáp lại một trải nghiệm trong quá khứ và có thể ảnh hưởng đến hành vi tình dục trong tương lai. Một người có thể không muốn hiện thực mơ tưởng tình dục vào trong đời sống thực tại, và vì tiến trình này hoàn toàn là hư không, họ không bị giới hạn trong những ảo tưởng có thể chấp nhận được hay thực tế, điều này có thể mang đến thông tin về quá trình tâm lý đứng đằng sau hành vi tình dục.
Mơ tưởng tình dục cũng xuất hiện trong một số thể loại văn chương, phim ảnh hoặc tác phẩm nghệ thuật. Những tác phẩm đó có thể được đánh giá cao về tính thẩm mỹ, nhưng nhiều người vẫn cảm thấy khó chịu khi gặp những tác phẩm như vậy. 